# Maks Gregorič
Maks Gregorič, slovenski spidvejist, * 26. avgust 1985, Ljubljana.